# X-15試驗機

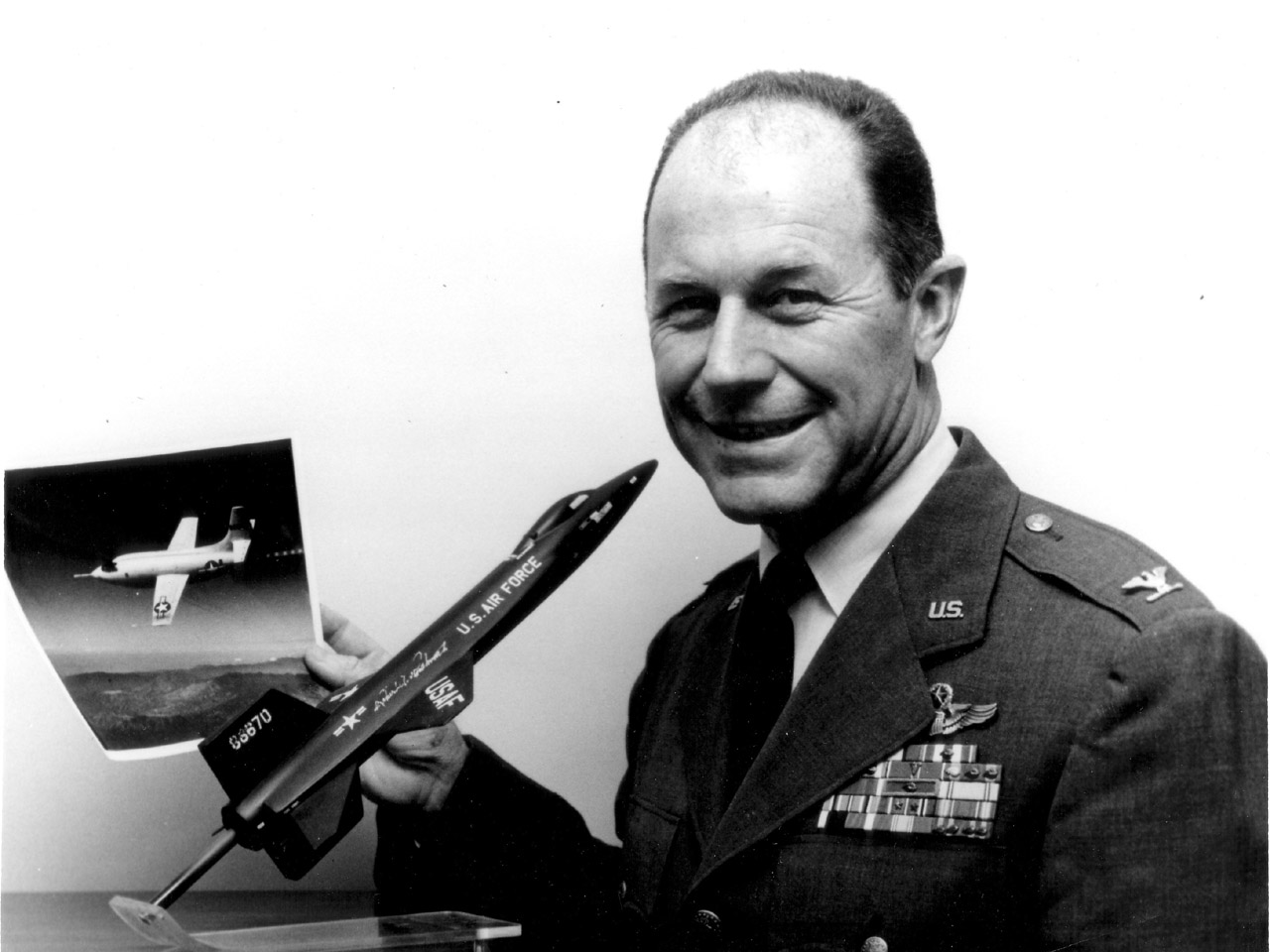
查克·葉格與X-15模型

北美X-15（North American X-15）是一架由北美航空所承製開發的火箭動力實驗機。X-15可能是在貝爾X-1之後，美國空軍／NASA／美國海軍X系列試驗機中最重要的一架。在1960年代，X-15打破了許多速度與高度的記錄，由於其飛行高度到達大氣層的邊緣，為之後的研究提供了重要的資料。它同時也是美國建造的第一個有人亞軌道飛行器。
在整個X-15計畫的飛行項目中，有13架次到達了80公里以上的高度，這是美國空軍所制訂宇宙飛行的標準高度，駕駛這13架次的八名飛行員因此獲得太空人的身份。另外還有兩名飛行員獲頒NASA的太空人之翼勳章。
一些權威的航空學研究者設定的太空的起始高度比美國空軍和NASA的標準高度都低，所以還有許多X-15飛行員也可被視作太空人。在距地球19英里（31）的上空是適航大氣層，這裏的環境與太空基本相同，而許多X-15飛行員駕駛飛機都到達此高度以上。
另外還有兩架次（由同一飛行員駕駛）到達國際航空聯合會的宇宙飛行標準高度，即到達62.1英里高度（100公里）。

## 歷史

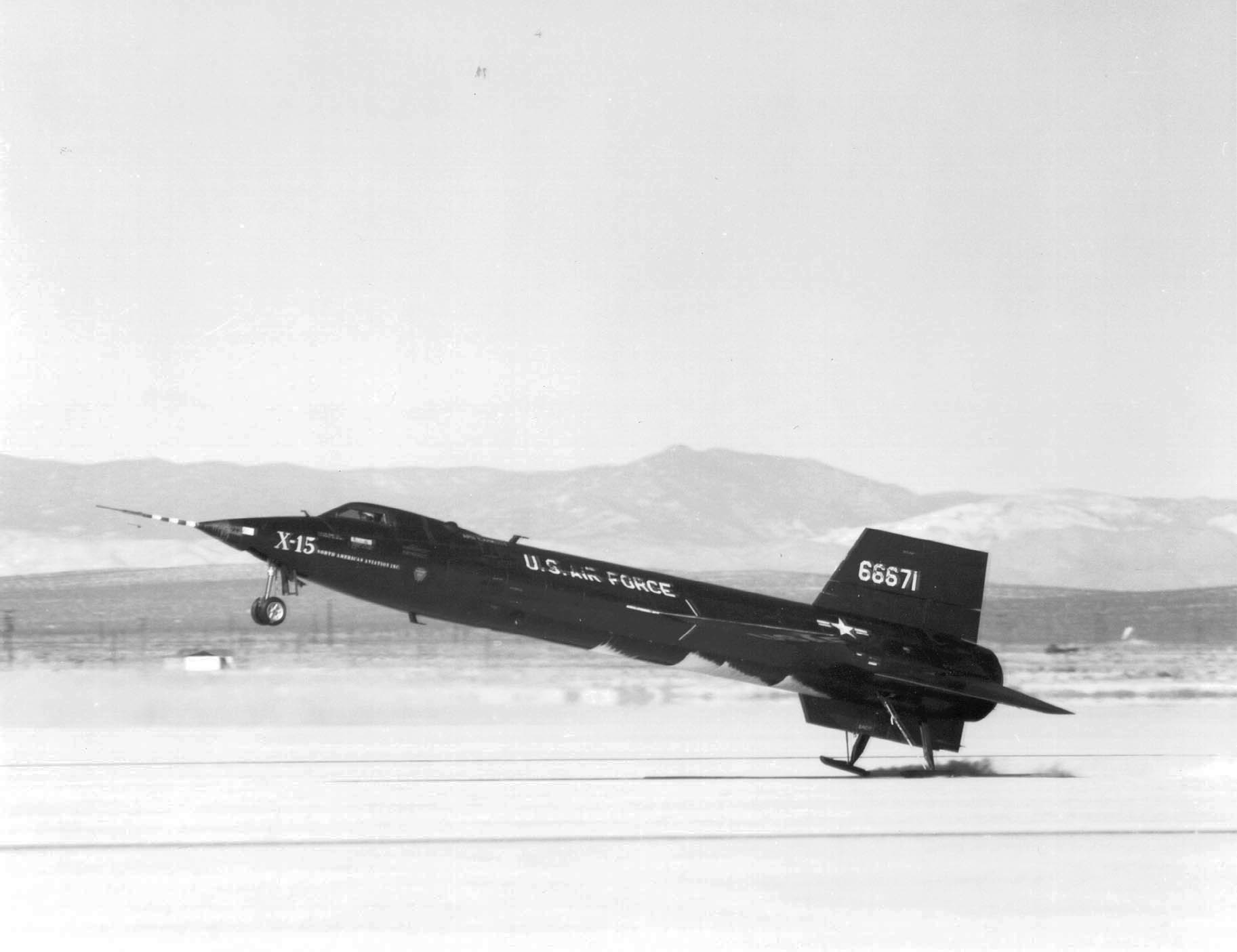
X-15用滑橇降落

對機身的請求在1954年12月30日公佈，1955年2月4日公佈對火箭發動機的請求。1955年11月北美航空公司簽訂了製造機身的合約，反應發動機在1956年簽訂了製造發動機的合約。
與其他X系列試驗機一樣，X-15首先是掛在一架B-52機翼下被帶到空中，然後火箭發動機開始工作。它的機身很長且為圓柱形。向後的整流片使機身看起來很平。背部及腹部的楔形垂直尾翼很厚。可收起的起落架包括機鼻起落架和兩個滑橇。初始型X-15A的兩具XLR-11火箭發動機提供36千牛頓推力，後來的XLR-99在海平面提供254千牛頓推力，在最高高度提供311千牛頓。
1958年之前，美國空軍和美國國家航空諮詢委員會（NACA，也就是NASA的前身）的官員提出了軌道運行式X-15（X-15B）的方案，這種X-15將會被一具SM-64納瓦荷式火箭（SM-64 Navaho missile）送入太空。在NACA成為NASA之後這個方案被拋棄，取而代之的是水星計畫。1959年，X-20Dyna-Soar太空滑翔機計畫成為美國空軍軍用載人太空飛行器的優先計畫。X-20計畫在1960年代早期被中止。
X-15的首飛是在1959年6月8日，飛行員為史考特·克勞斯菲爾德（Scott Crossfield），這次飛行實際上是一次無動力滑翔。同年9月17日進行了第一次有動力飛行。1960年11月15日進行了第一次使用XLR-99發動機的飛行。
整個項目中一共建造了三架X-15，它們總共飛了199次，最後一次在1968年10月24日。原計劃是在1968年11月21日，內華達州史密斯蘭奇（Smith Ranch），由威廉·奈特（William J. Knight）進行第200次飛行。技術與天氣的原因使這次飛行被延後了至少六次，直到1968年12月。最後因為天氣原因，此次飛行在1968年12月20日被中止。地面人員將X-15從B-52上拆下，準備將它無限期地儲存起來。一架存放在華盛頓特區的美國國家航空航天博物館，一架存放在俄亥俄州代顿萊特派特森空軍基地（Wright-Patterson AFB）內的國立美國空軍博物館（National Museum of the United States Air Force）。編號56-6672的第三架X-15則是於1967年11月15日墜毀。
一共有12名飛行員駕駛過X-15，包括第一個登上月球的人尼爾·阿姆斯壯和約瑟夫·恩格。
1963年7月和8月，駕駛X-15兩次到達100公里以上高度，成為第一個兩次進入太空的人。
1967年11月15日第三架X-15在下降時開始尾旋，重力加速度到達15G（147 m/s²），飛機在空中解體，殘骸散佈在50平方英里的範圍內，飛行員麥可·亞當斯（Michael J. Adams）不幸在這起意外中犧牲。2004年6月8日，人們在加州蘭茲堡（Randsburg）附近、那架X-15座艙被發現的地方，為他豎立了一個紀念碑。除此之外亞當斯也被追綬太空人之翼（Astronaut Wings）勳章。1991年，他的名字被放入佛羅里達州甘迺迪太空中心的太空人紀念館。
第二架X-15在一次降落事故後被重建，它被加長了約0.74米，機身下加掛了兩個副油箱，而且被進行了隔熱處理。這架新飛機被命名為X-15A-2。它的首飛日期為1964年6月28日，最終設定了一項新的速度記錄：7,274 km/h（4520mph或2021m/s）。
一直到2004年太空船一號（SpaceShipOne）的第三次試飛之前，除了太空梭以外還沒有飛行器能打破X-15的高度記錄。當然，無人空射火箭，例如“飛馬座”火箭，經常超越X-15的速度與高度記錄。被廣泛報導的X-43A超高音速飛機的新速度記錄，只是無人機新的記錄。這架小得出奇的飛機在2004年11月16日在29公里高度上達到了接近10馬赫的速度（10620km/h或6600mph或2.95km/s）。

## 數據

### 諸元
- 乘員：1
- 長度：  50.7 ft（15.45 m）
- 翼展：   22.3 ft（6.8 m）
- 高度：   13.5 ft（4.12 m）
- 機翼面積：    200 ft²（18.6 m²）
- 空重：   14,600 lb（6,620 kg）
- 裝載燃料及飛行員後：  34,000 lb（15,420 kg）
- 最大起飛重量：  34,000 lb（15,420 kg）
- 動力：1x Thiokol XLR99-RM-2液體燃料火箭發動機，70,400 lbf（313 kN）推力（30公里高時）使用液氧与液氨推进剂。由于氨分子过于稳定很难烧，燃烧不稳定的声音巨大，使用一个复杂的喷注器强行向燃料中加注乙炔。

### 性能
- 最高速度：  4,520 mph (7,274 km/h) Mach 6.85
- 航程：  280 miles（450 km）
- 最高飛航紀錄：   67 miles (108 km), 354,330 ft
- 爬升速度：   60,000 ft/min（18,000 m/min）
- 機翼負荷：  829 kg/m²（170 lb/ft²）
- 推重比：2.07
- 序列號：（X-15計劃中用到了五架飛機，包括三架X-15和兩架NB-52）
  - X-15A-1 - 56-6670, 82次有動力飛行
  - X-15A-2 - 56-6671, 53次有動力飛行
  - X-15A-3 - 56-6672, 64次有動力飛行
  - NB-52A - 52-003（1969年10月退役）
  - NB-52B - 52-008（2004年11月退役）

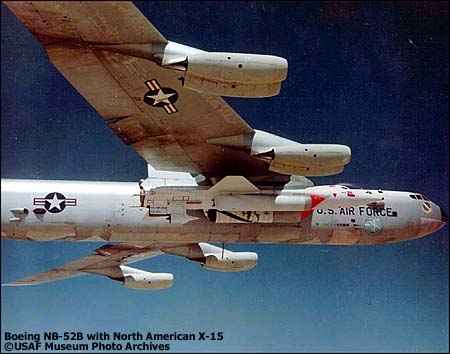
掛在NB-52B機翼下方，漆成白色的X-15

## 破紀錄的飛行

### 高度紀錄
在美國，對於一個人要到達怎樣的高度才能被稱為「太空人」兩種說法。美國空軍決定頒給任何到達80公里高的人太空人之翼勳章，但是國際航空聯合會將太空定義在100公里以上的高度。13架次的X-15到達了80公里高，其中兩個架次到達了100公里。駕駛飛機進入與太空環境相似的“適航大氣層”的飛行員們應該得到賞識，也許他們可以作為將來的中級或初級太空人，儘管他們沒有被官方授予“太空人”稱號。
| 架次 | 日期           | 最高速度   | 高度      | 飛行員             |
| ---- | -------------- | ---------- | --------- | ------------------ |
| 62   | 1962年6月17日  | 6,167 km/h | 95,940 m  | 罗伯特·迈克尔·怀特 |
| 77   | 1963年1月17日  | 5,918 km/h | 82,810 m  | 约瑟夫·艾伯特·沃克 |
| 87   | 1963年6月27日  | 5,512 km/h | 86,870 m  | 羅伯特·A·拉什沃斯  |
| 90   | 1963年7月19日  | 5,971 km/h | 106,010 m | 约瑟夫·艾伯特·沃克 |
| 91   | 1963年8月22日  | 6,106 km/h | 107,960 m | 约瑟夫·艾伯特·沃克 |
| 138  | 1965年6月29日  | 5,523 km/h | 85,527 m  | 約瑟夫·恩格        |
| 143  | 1965年8月10日  | 5,713 km/h | 82,601 m  | 約瑟夫·恩格        |
| 150  | 1965年9月28日  | 6,006 km/h | 90,099 m  | 約翰·B·麥凱        |
| 153  | 1965年10月14日 | 5,720 km/h | 81,230 m  | 約瑟夫·恩格        |
| 174  | 1966年11月1日  | 6,035 km/h | 93,543 m  | Bill Dana          |
| 190  | 1967年10月17日 | 6,206 km/h | 85,500 m  | Pete Knight        |
| 191  | 1967年11月15日 | 5,745 km/h | 81,080 m  | Michael J. Adams†  |
| 197  | 1968年8月21日  | 5,541 km/h | 81,530 m  | Bill Dana          |

†墜毀

### 速度紀錄
| 架次 | 日期           | 最高速度   | 高度     | 飛行員              |
| ---- | -------------- | ---------- | -------- | ------------------- |
| 45   | 1961年11月9日  | 6,587 km/h | 30,968 m | 尼爾·阿姆斯壯       |
| 59   | 1962年6月27日  | 6,605 km/h | 37,704 m | 约瑟夫·艾伯特·沃克  |
| 64   | 1962年7月26日  | 6,420 km/h | 30,145 m | 尼爾·阿姆斯壯       |
| 86   | 1963年6月25日  | 6,294 km/h | 34,077 m | 约瑟夫·艾伯特·沃克  |
| 89   | 1963年7月18日  | 6,317 km/h | 31,943 m | Robert A. Rushworth |
| 97   | 1963年12月5日  | 6,466 km/h | 30,785 m | Robert A. Rushworth |
| 105  | 1964年4月29日  | 6,286 km/h | 30,968 m | Robert A. Rushworth |
| 137  | 1965年6月22日  | 6,338 km/h | 47,518 m | John B. McKay       |
| 175  | 1966年11月18日 | 6,840 km/h | 30,145 m | Pete Knight         |
| 188  | 1967年10月3日  | 7,274 km/h | 58,552 m | Pete Knight         |

## X-15飛行員
| 飛行員                 | 隸屬於   | 飛行 次數 | 在美國空 軍進行的 太空飛行 | 在國際航空 協會進行的 太空飛行 | 最高 馬赫數 | 最高 速度 （km/h） | 最高 高度 （m） |
| ---------------------- | -------- | --------- | -------------------------- | ------------------------------ | ----------- | ------------------ | --------------- |
| 邁克爾·詹姆斯·亞當斯†† | 美國空軍 | 7         | 1                          | 0                              | 5.59        | 6,151              | 81,077          |
| 尼爾·阿姆斯壯          | NASA     | 7         | 0                          | 0*                             | 5.74        | 6,420              | 63,246          |
| Scott Crossfield       | 北美航空 | 14        | 0                          | 0                              | 2.97        | 3,154              | 24,725          |
| Bill Dana              | NASA     | 16        | 2                          | 0                              | 5.53        | 6,272              | 93,543          |
| 約瑟夫·恩格            | 美國空軍 | 16        | 3                          | 0*                             | 5.71        | 6,257              | 85,527          |
| Pete Knight            | 美國空軍 | 16        | 1                          | 0                              | 6.70        | 7,274              | 85,496          |
| John B. McKay          | NASA     | 29        | 1                          | 0                              | 5.65        | 6,217              | 90,099          |
| 福里斯特·S·彼得森      | 美國海軍 | 5         | 0                          | 0                              | 5.3         | 5,794              | 31,029          |
| Robert A. Rushworth    | 美國空軍 | 34        | 1                          | 0                              | 6.06        | 6,466              | 86,868          |
| Milt Thompson          | NASA     | 14        | 0                          | 0                              | 5.48        | 5,993              | 65,258          |
| 约瑟夫·艾伯特·沃克     | 美國空軍 | 25        | 3                          | 2                              | 5.92        | 6,605              | 107,960         |
| 罗伯特·迈克尔·怀特     | 美國空軍 | 16        | 1                          | 0                              | 6.04        | 6,587              | 95,936          |

† Iven Kincheloe上尉在1957年9月被選中成為空軍的X-15試飛員（Bob White上尉作為他的替補），但是在X-15試飛前的一次F-104事故中犧牲。
††在第191架次中犧牲。
*這兩名飛行員在離開X-15計畫後到達了100公里高（尼尔·阿姆斯特朗在雙子星座計畫和阿波羅計畫中進入太空，而約瑟夫·恩格則是在太空梭計畫中達成）。

## 相關內容
- X-20

## 外部連結
- NASA的X-15介紹 （页面存档备份，存于）
- X-15的研究結果與精選的參考書目（NASA SP-60, 1965） （页面存档备份，存于）
- "Transiting from Air to Space: The North American X-15" (1998) （页面存档备份，存于）
- "Proceedings of the X-15 First Flight 30th Anniversary Celebration of June 8, 1989" （页面存档备份，存于）
- (PDF) Hypersonics Before the Shuttle: A Concise History of the X-15 Research Airplane (NASA SP-2000-4518, 2000) （页面存档备份，存于）
- X-15非官方網站 （页面存档备份，存于）
- X-15 Research Results (1964) （页面存档备份，存于）
- X-15 photos at Dryden （页面存档备份，存于）
- Encyclopedia Astronautica's X-15 chronology
- Major Michael Adams Monument
- X15 site in French, with detailed flight reports （页面存档备份，存于）
- Aerospace Legacy Foundation （页面存档备份，存于）